# Ближний порядок
Ближний порядок — упорядоченность во взаимном расположении атомов или молекул в веществе, которая (в отличие от дальнего порядка) повторяется лишь на расстояниях, соизмеримых с расстояниями между атомами, то есть ближний порядок — это наличие закономерности в расположении соседних атомов или молекул. Термин введён Г. Бете в работе, посвящённой статистическому анализу упорядочения в кристаллах.
Ближним порядком в расположении атомов или молекул обладают, наряду с кристаллами, также аморфные тела и жидкости.

## Радиальная функция распределения

Радиальная функция распределения для жидкости Леннарда-Джонса вблизи тройной точки. Результат компьютерного моделирования.

Понятие ближнего порядка вводится через парную функцию распределения {\displaystyle f_{2}({\boldsymbol {r}}_{1},{\boldsymbol {r}}_{2})}. Для этого {\displaystyle f_{2}} представляется в виде
{\displaystyle f_{2}({\boldsymbol {r}}_{1},{\boldsymbol {r}}_{2})=f_{1}({\boldsymbol {r}}_{1})f_{1}({\boldsymbol {r}}_{2})g(r_{12}),}
где {\displaystyle f_{1}({\boldsymbol {r}})} — одночастичная функция распределения, а {\displaystyle r_{12}=|{\boldsymbol {r}}_{1}-{\boldsymbol {r}}_{2}|} — расстояние между двумя молекулами. Функция {\displaystyle g(r)} носит название радиальной функции распределения. В основе такого представления парной функции распределения лежит предположение об однородности жидкости и изотропности потенциала взаимодействия.
Для идеального газа {\displaystyle g(r)=1}, то есть ближний порядок отсутствует, так как расположение каждой частицы в пространстве не зависит от расположения других частиц и двухчастичная функция распределения является просто произведением одночастичных {\displaystyle f_{2}({\boldsymbol {r}}_{1},{\boldsymbol {r}}_{2})=f_{1}({\boldsymbol {r}}_{1})f_{1}({\boldsymbol {r}}_{2})}.
Однако для реального вещества ситуация иная. На рисунке показана характерная радиальная функция распределения для жидкости Леннарда-Джонса вблизи тройной точки. Она имеет осцилляции, затухающие с ростом {\displaystyle r}. Таким образом, вероятность найти молекулы на расстояниях, соответствующих локальным максимумам {\displaystyle g(r)} больше, нежели на расстояниях, соответствующих локальным минимумам — в жидкости присутствует ближний порядок.
При увеличении температуры или уменьшении плотности ближний порядок становится всё менее отчётливым. Для разрежённого реального газа {\displaystyle g(r)=\exp \left(-\textstyle {\frac {U(r)}{k_{B}T}}\right)}, {\displaystyle U(r)} — потенциал парного взаимодействия частиц. Для этого случая остаётся только почти нулевая область при малых {\displaystyle r}, которая соответствует конечным размерам молекул, и единственный пик, который соответствует минимуму {\displaystyle U(r)}.